# قبل أن يعرف الشيطان أنك ميت
قبل أن يعرف الشيطان أنك ميت (بالإنجليزية: Before the Devil Knows You're Dead)‏ هو فلم سرقة، وفلم نوار، وفيلم دراما أُصدر في 2007. الفيلم من إخراج سيدني لوميت، أما السيناريو فكان من كتابة كيلي ماسترسون ‏.

## القصة
تقع أحداث الفيلم في نيويورك.

## طاقم التمثيل
- فيليب سيمور هوفمان
- ليوناردو سيمينو
- روزماري هاريس
- أريجا باريكيس
- ناتالي جولد
- أدريان مارتينيز
- لي والكوف
- برايان إف أوبرايان
- مايكل شانون
- إيثان هوك
- أيمي رايان
- ماريسا تومي
- الكسا بالادينو
- ألبرت فيني
- كريس تشالك

## الإنتاج
صوّر الفيلم في نيويورك .
موسيقى الفيلم التصويرية كانت من تأليف كارتر بورول.

## وصلات خارجية
- قبل أن يعرف الشيطان أنك ميت على موقع IMDb (الإنجليزية)
- قبل أن يعرف الشيطان أنك ميت على موقع ميتاكريتيك (الإنجليزية)
- قبل أن يعرف الشيطان أنك ميت على موقع الموسوعة البريطانية (الإنجليزية)
- قبل أن يعرف الشيطان أنك ميت على موقع روتن توميتوز (الإنجليزية)
- قبل أن يعرف الشيطان أنك ميت على موقع نتفليكس (الإنجليزية)
- قبل أن يعرف الشيطان أنك ميت على موقع قاعدة بيانات الأفلام العربية
- قبل أن يعرف الشيطان أنك ميت على موقع ألو سيني (الفرنسية)
- قبل أن يعرف الشيطان أنك ميت على موقع Turner Classic Movies (الإنجليزية)
- قبل أن يعرف الشيطان أنك ميت على موقع أول موفي (الإنجليزية)
- قبل أن يعرف الشيطان أنك ميت على موقع بوكس أوفيس موجو (الإنجليزية)

- قبل أن يعرف الشيطان أنك ميت على موقع IMDb (الإنجليزية)
- قبل أن يعرف الشيطان أنك ميت على موقع ميتاكريتيك (الإنجليزية)
- قبل أن يعرف الشيطان أنك ميت على موقع الموسوعة البريطانية (الإنجليزية)
- قبل أن يعرف الشيطان أنك ميت على موقع روتن توميتوز (الإنجليزية)
- قبل أن يعرف الشيطان أنك ميت على موقع نتفليكس (الإنجليزية)
- قبل أن يعرف الشيطان أنك ميت على موقع قاعدة بيانات الأفلام العربية
- قبل أن يعرف الشيطان أنك ميت على موقع ألو سيني (الفرنسية)
- قبل أن يعرف الشيطان أنك ميت على موقع Turner Classic Movies (الإنجليزية)
- قبل أن يعرف الشيطان أنك ميت على موقع أول موفي (الإنجليزية)
- قبل أن يعرف الشيطان أنك ميت على موقع بوكس أوفيس موجو (الإنجليزية)